# Біллі Коллінз
Вільям Рей Коллінз (англ. William Ray Collins; 21 вересня 1961 — пом. 6 березня 1984) — американський професійний боксер.

## Професіональна кар'єра
Дебютував  на професійному рингу у віці 20 років. Впродовж 1981—1983 років здобув чотирнадцять перемог.
16 червня 1983 року в андеркарті титульного бою Роберто Дюрана проти Дейві Мура зустрівся в бою з пуерториканцем Луїсом Ресто. Коллінз вступив у бій як фаворит і добре розпочав бій, але отримував у відповідь майже весь бій набагато важчі удари і програв одностайним рішенням суддів.
Наприкінці бою батько Коллінза, який також був його тренером, помітив, що рукавички Ресто були тоншими, ніж зазвичай, і вимагав їх перевірити. Подальше розслідування, проведене Комісією з боксу штату Нью-Йорк, дійшло висновку, що тренер Ресто, Панама Льюїс, зняв унцію підкладки з кожної рукавички, що зробило удари Ресто сильнішими та завдало шкоди Коллінзу. Результат бою було змінено на такий, що не відбувся.
Нью-йоркська боксерська ліцензія Льюїса була назавжди відкликана, йому фактично довічно заборонили будь-яку офіційну роль в американському боксі. Ресто був відсторонений на невизначений термін і більше ніколи не бився.

## Смерть
У бою з Ресто Коллінз отримав розрив райдужної оболонки ока та ушкодження зору, через що він більше не міг займатися боксом.
6 березня 1984 року загинув, коли автомобіль, в якому він був за кермом і їхав з найкращим другом, врізався в водопропускну трубу біля його будинку в Антіох, передмісті Нашвілла. Він помер на місці аварії. Згідно з повідомленням Sports Illustrated, аварія була навмисною.

## Наслідки для злочинця
1986 року Льюїса та Ресто судили та засудили за напад, змову та злочинне володіння смертоносною зброєю. Прокурори вважали, що дії Льюїса зробили бій незаконним нападом на Коллінза. Обидва відбули по два з половиною роки ув'язнення.

## Подальші викриття Ресто
У 2007 році під час створення документального фільму Showtime про бій Ресто несподівано зі слізьми вибачився перед Коллінзом за свою роль у схемі. Він зізнався, що пов'язки на його руках були просочені гіпсом перед боєм. Це призвело до того, що вони затверділи в гіпсові зліпки, подібні до тих, що використовуються для вправлення зламаних кісток. Обгортки для рук ніколи не були конфісковані і не фігурували в офіційному розслідуванні інциденту із навмисним пошкодженням рукавичок. Однак комбінований ефект гіпсових пов’язок і рукавичок без підкладок означав, що Ресто ефективно бив Коллінза наче камінням. На прес-конференції 2008 року Ресто не тільки зізнався, що знав, що Льюїс псував рукавички, але й робив це принаймні двічі раніше.